# Церковь Спаса Преображения на Песках в Каретном ряду
Церковь Спаса Преображения на Песках в Каретном ряду — утраченный православный храм в Земляном городе Москвы, в Большом Каретном переулке. Представляла собой характерный образец московского слободского храма середины XVII века. Разрушена в первой половине 1930-х годов. По церкви нынешний Большой Каретный переулок до 1922 года назывался Большим Спасским. 

## История
Первое документальное упоминание церкви в Стрелецкой слободе, на высоком правом берегу реки Неглинной, относится к 1621 году, тогда это была деревянная церковь. Около 1657 года было построено новое, каменное здание церкви; трапезная и колокольня были выстроены позднее. К середине XVIII века в храме существовали приделы Бориса и Глеба (в правой апсиде главного алтаря) и святого Николая. В 1774 году на средства Сергея Друковцева был устроен придел Трёх Святителей в северо-восточном углу трапезной. В главном иконостасе храма находилось много древних икон. В XVIII веке интерьер церкви был украшен лепниной. В 1902 году произошло обновление храма.
В 1929 году храм был закрыт, в  1934 году разобран Метростроем на стройматериалы; на месте храма было построено типовое четырёхэтажное здание школы.
В доме причта церкви некоторое время жил актёр Михаил Щепкин. 

## Архитектура
Архитектурно храм Спаса Преображения принадлежал к широко распространённому в Москве XVI—XVII веков типу слободских церквей и являлся одним из самых крупных храмов такого типа в городе. Основной объём храма представлял собой массивный, декорированный кокошниками четырёхстолпный четверик, увенчанный крупным пятиглавием; из-за своего размера четверик производил впечатлением приземистого. Предположительно около 1770-х годов стены четверика были надложены, появилась четырёхскатная кровля. Надложенные участки стен тогда же были украшены кокошниками, отличающимися от первоначальных кокошников XVII века единообразной, сухой обработкой. Сохранение в нижнем ярусе первоначальных кокошников наряду с новыми формировало необычный неравный ритм. Колокольня храма появилась позднее.